# Chiesa di San Francesco (Carrara)
La chiesa di San Francesco è un edificio di culto cattolico situato in via Canal del Rio a Carrara, in provincia di Massa-Carrara.

## Storia e descrizione

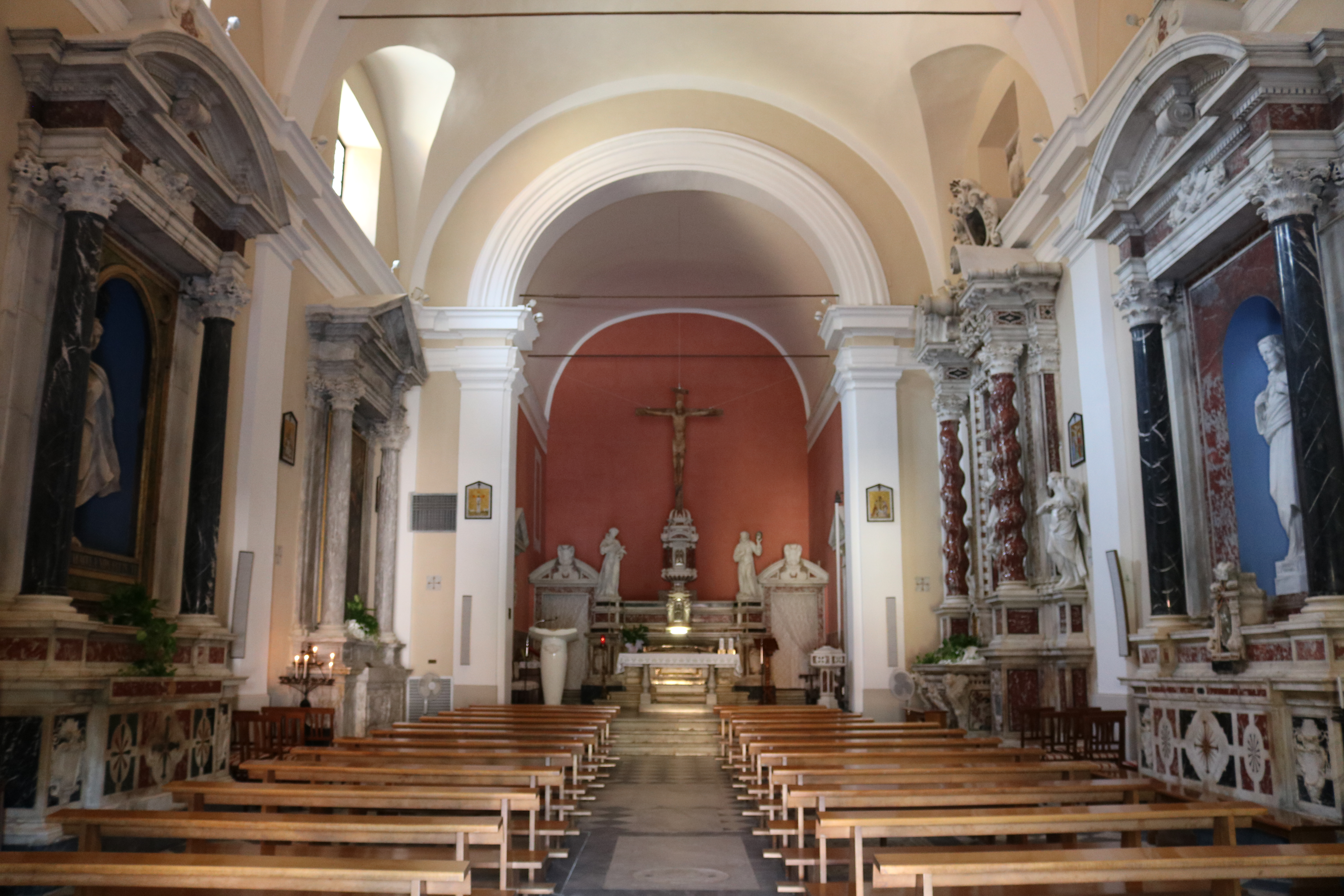
L'interno

La chiesa, preceduta da un portico, sorge su un alto podio gradinato: venne fatta costruire tra il 1623 e il 1662 dal principe Carlo I Cybo-Malaspina, all'insegna di un gusto barocco stilisticamente attento agli influssi provenienti dall'Italia del Nord, ma non alieno anche da assonanze formali romane per il legame dei Cybo con la corte pontificia.
L'interno a una sola navata ospita una statua dell'Immacolata risalente al XVIII secolo e un altorilievo con la Madonna e Sant'Antonio col Bambino del carrarese Giovanni Lazzoni.
Il pregevole altare maggiore seicentesco fu arricchito nel 1767 dalle due statue di San Francesco e San Bernardino da Siena di Giovanni Antonio Cybei. Al di sopra dell'altare maggiore fu collocato nel 1986 il Cristo Crocifisso, opera del professore scultore carrarese Vittorio Tabaracci (1928-2014).
Il complesso, costituito da una chiesa e da un convento, fu spogliato delle sue numerose opere d'arte durante il periodo napoleonico. L'ex convento è adesso sede del nuovo Museo della Scultura, inaugurato con la Biennale di Scultura del 2006.

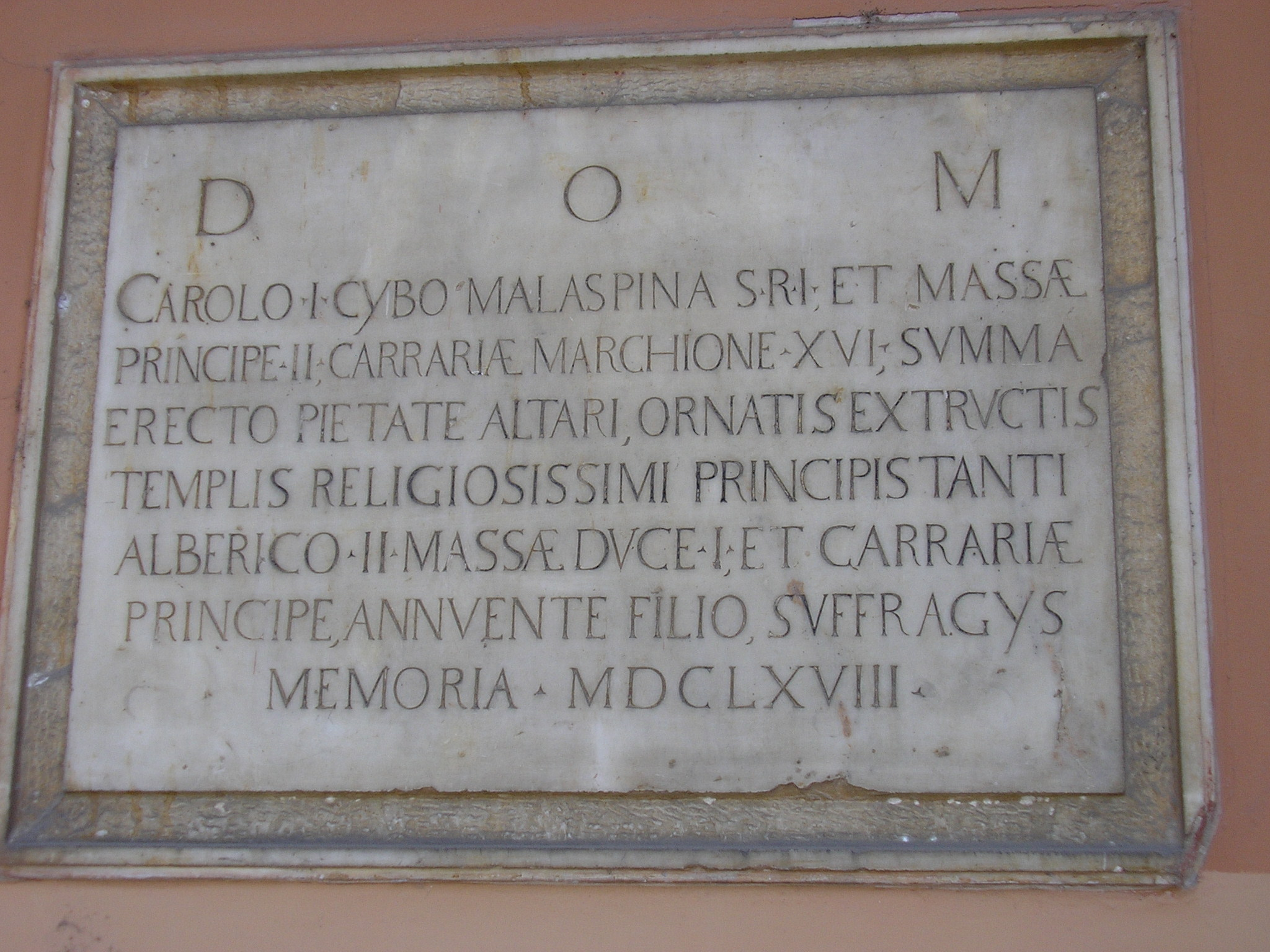
Targa sulla Chiesa di San Francesco
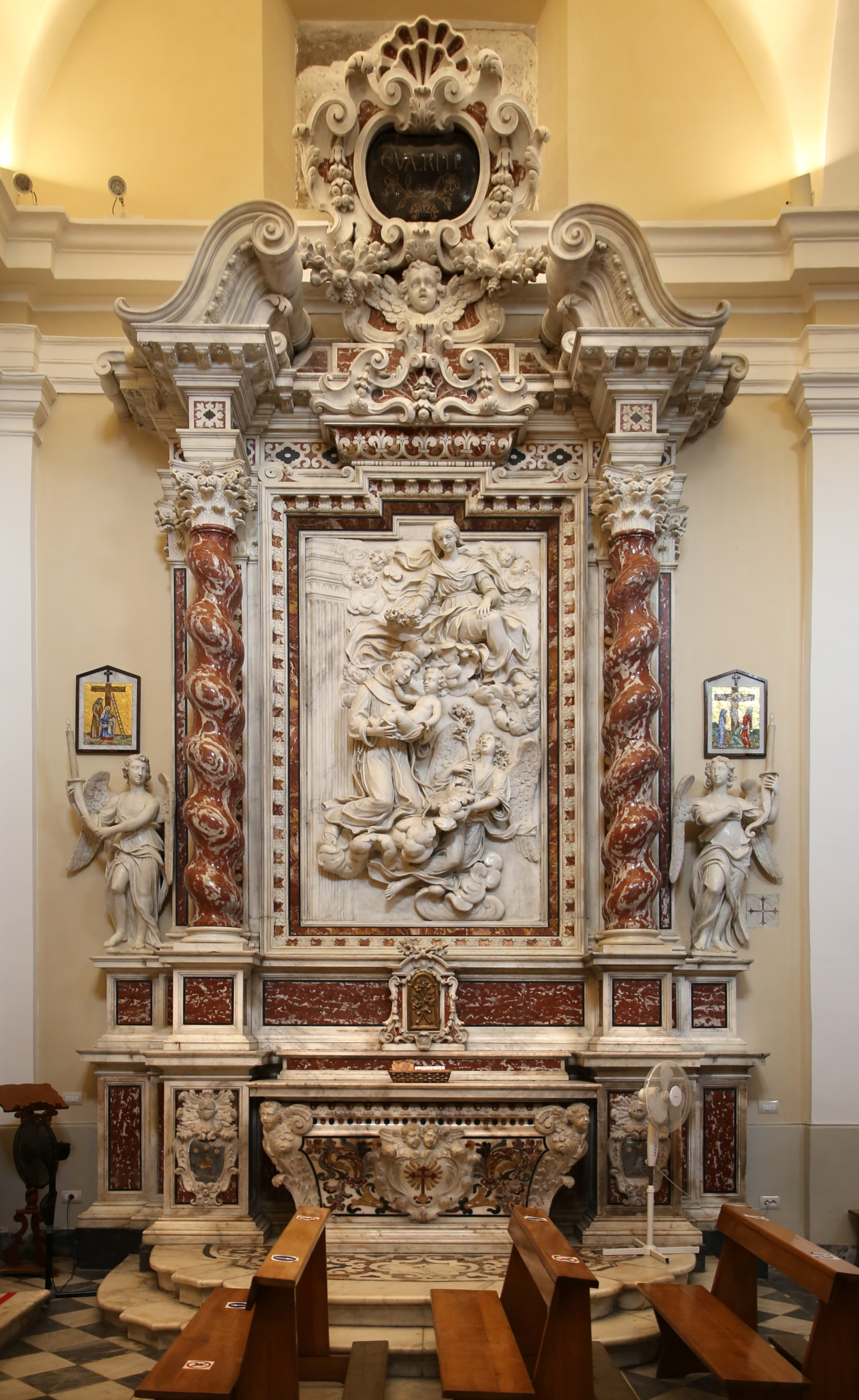
Madonna e sant’Antonio col Bambino di Giovanni Lazzoni
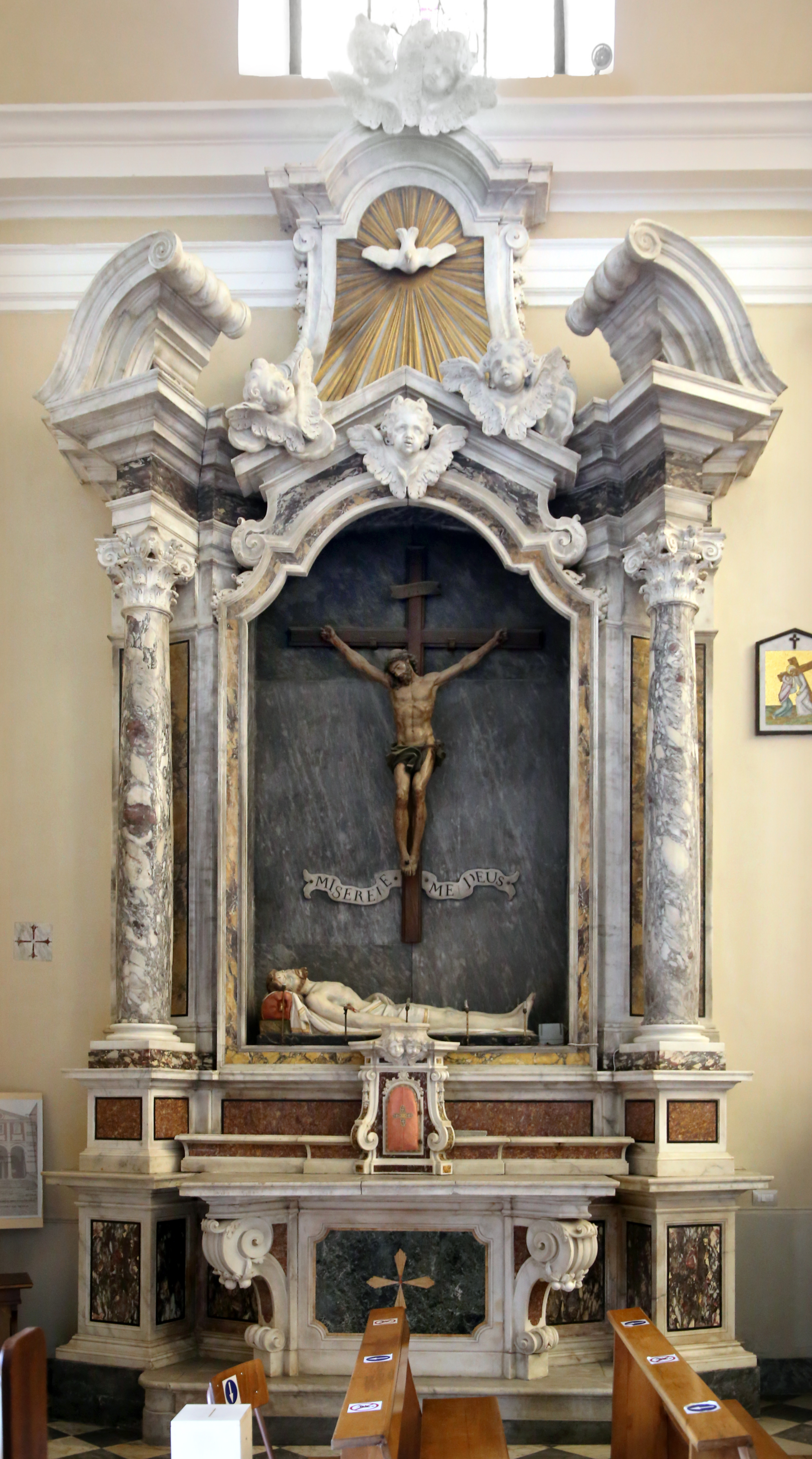
Altare del Crocifisso
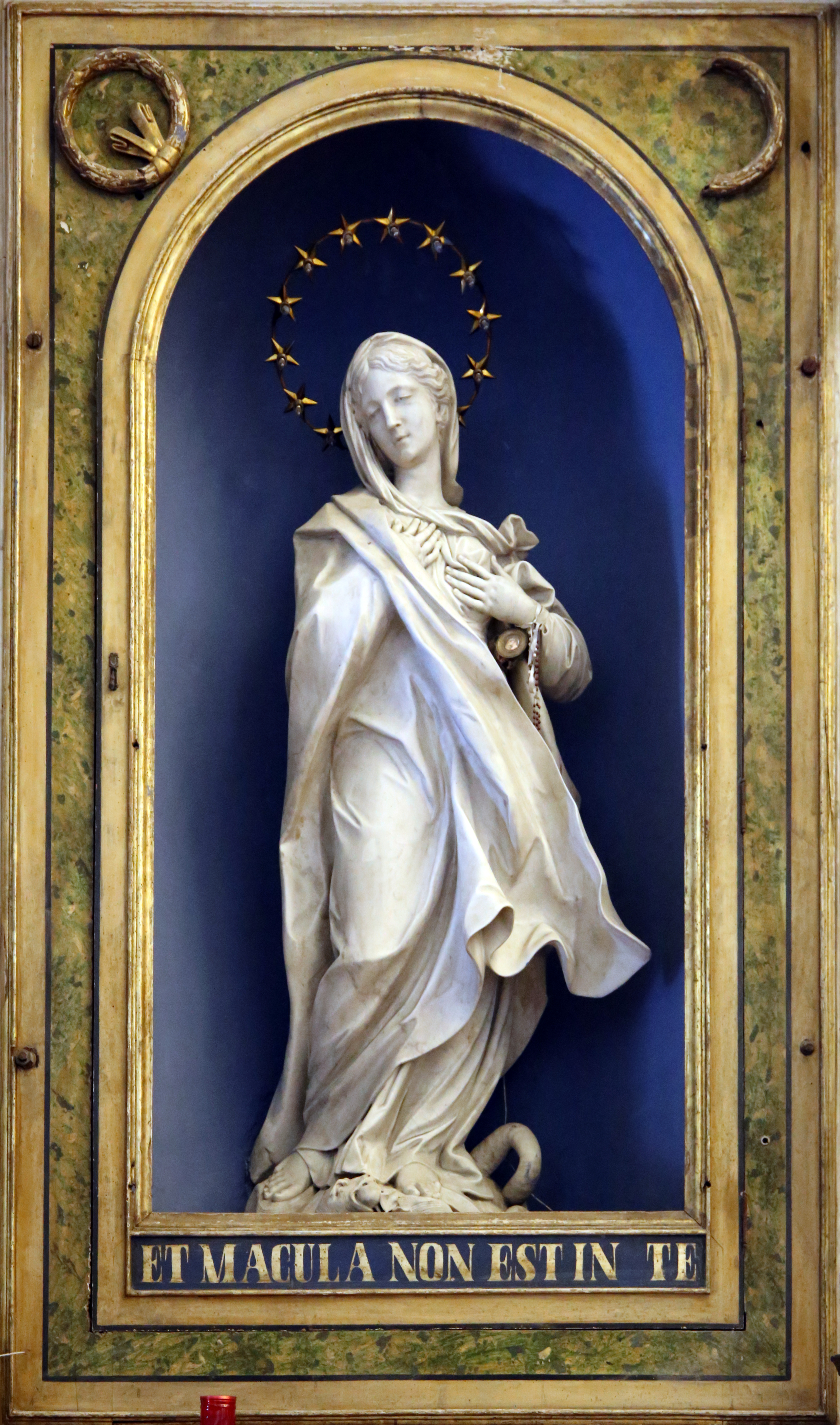
Statua dell'Immacolata
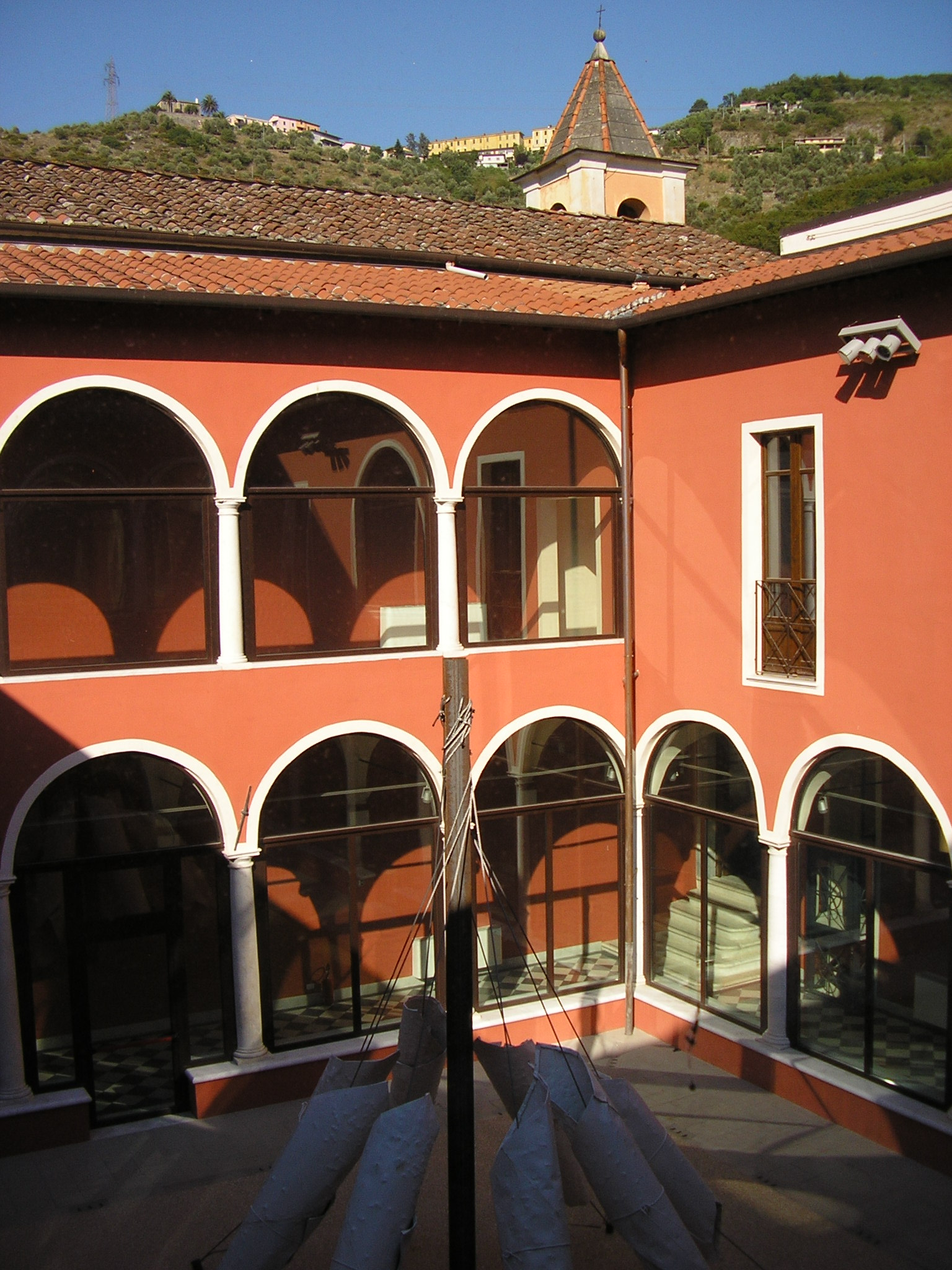
Museo della Scultura, ex Convento di San Francesco